# Sergej Kirijenko
Sergej Vladilenovič Kirijenko (rusky Серге́й Владиле́нович Кирие́нко; * 26. července 1962 Suchumi) je ruský politik, bývalý předseda ruské vlády.
Jako předseda vlády působil od 23. března do 23. srpna 1998 za prezidenta Borise Jelcina. V letech 1999 až 2000 byl poslancem ruské Dumy za Svaz pravicových sil.
Mezi lety 2005 a 2008 působil jako předseda ruské Státní korporace pro atomovou energii Rosatom.

## Vyznamenání
- Řád Za zásluhy o vlast IV. třídy – Rusko, 24. listopadu 2010 – za velký přínos k rozvoji jaderného průmyslu a za dlouhodobou efektivní veřejnou službu[3]
- Řád cti – Rusko, 12. prosince 2005 – udělil prezident Vladimir Putin za služby při posilování ruské státnosti a za mnoho let svědomité práce[4]
- Čestné uznání prezidenta Ruské federace – Rusko, 8. června 2016 – za velký přínos k práci na záchraně architektonického souboru Nejsvětější Trojice Sergia Lavry a za přípravu a pořádání slavnostních akcí věnovaných 700. výročí narození svatého Sergeje z Radoně[5]
- Řád cti – Arménie, 21. října 2011 – udělil prezident Serž Sarkisjan za významný přínos k posílení a rozvoji spolupráce mezi Arménií a Ruskem v ekonomické oblasti[6]